# Netflix

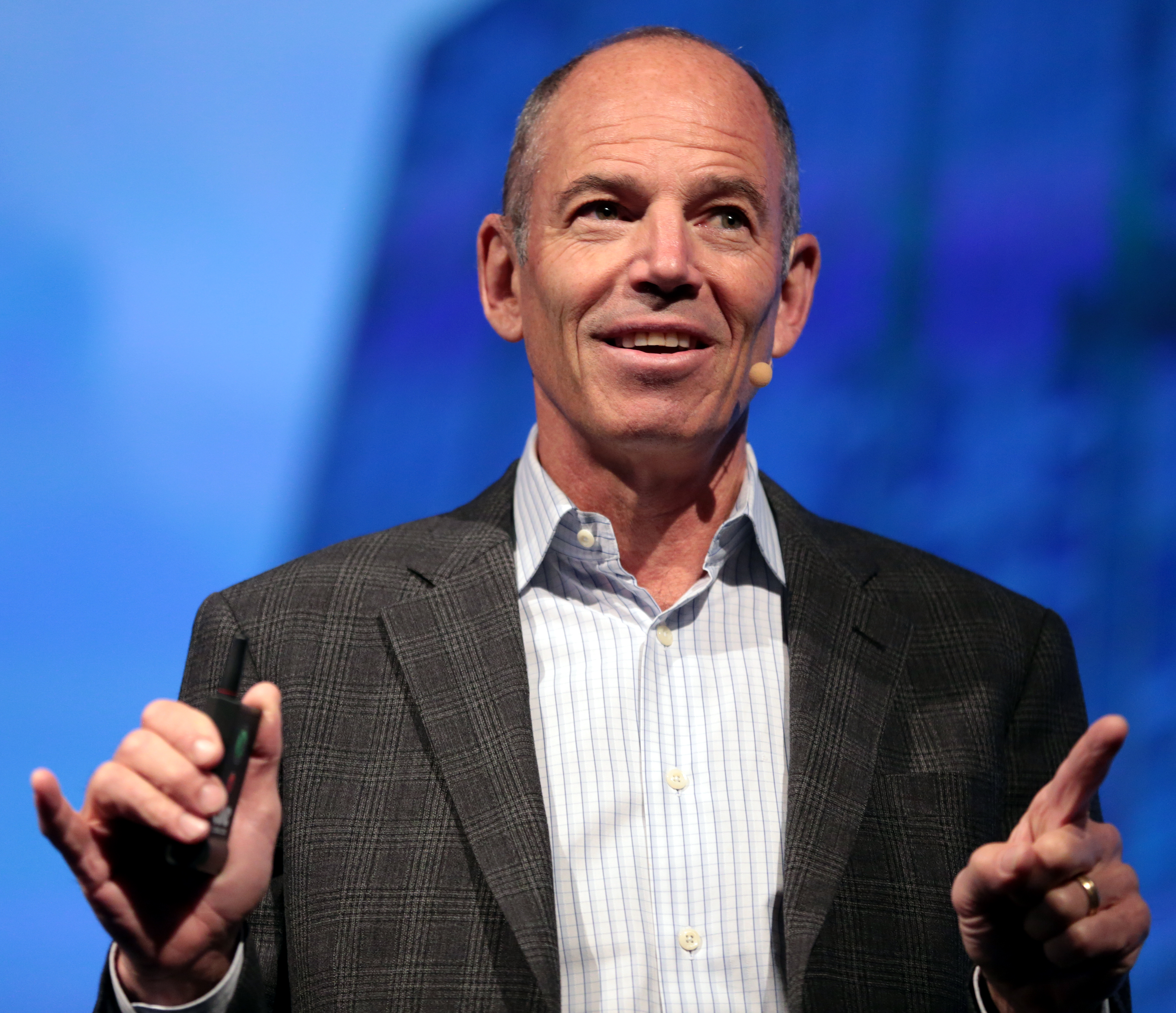
Marc Randolph in 2017

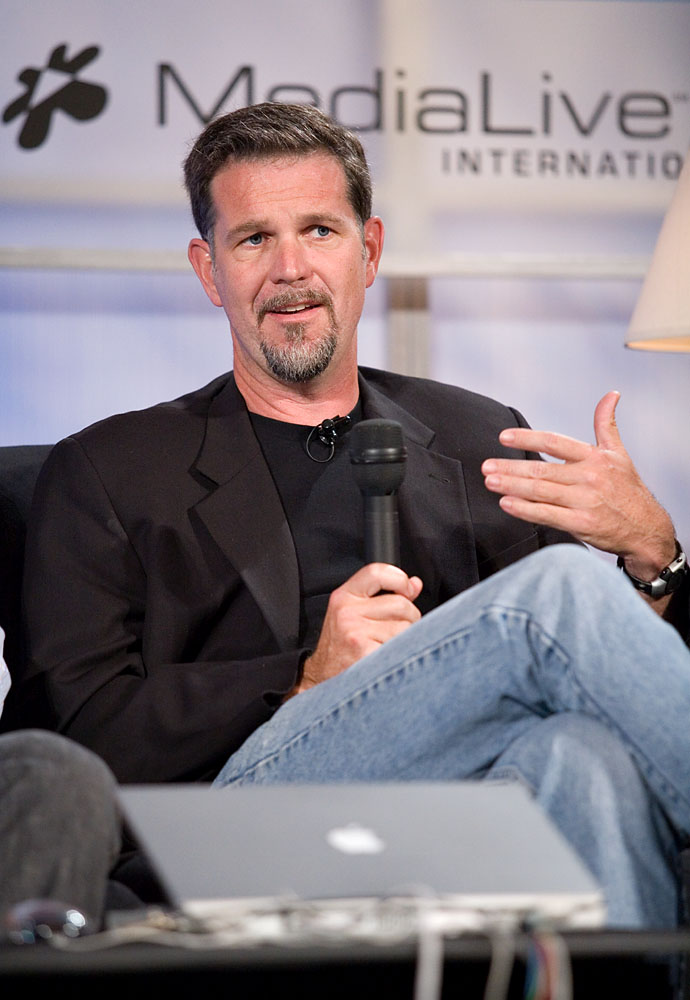
Reed Hastings in 2005

Netflix, Inc. is een Amerikaans over-the-top-content-platform en productiebedrijf met het hoofdkantoor in Los Gatos, Californië. De hoofdactiviteit van het bedrijf is een op abonnementen gebaseerde streamingdienst die online streaming aanbiedt vanuit een bibliotheek met films en televisieseries, inclusief films die in eigen beheer zijn geproduceerd. Netflix is lid van de Motion Picture Association (MPA) en produceert en distribueert content uit landen over de hele wereld.
Per jaareinde 2024 had Netflix 300 miljoen betalende abonnees, waarvan ongeveer twee derde buiten de Verenigde Staten. Het is wereldwijd beschikbaar, met als opvallende uitzonderingen de Volksrepubliek China (vanwege lokale beperkingen), Syrië, Noord-Korea en de Krim (vanwege Amerikaanse sancties).

## Geschiedenis
Netflix is in 1997 opgericht in Scotts Valley, Californië door Marc Randolph en Reed Hastings. Hastings kwam op het idee om het bedrijf te beginnen, nadat hij een boete van 40 dollar moest betalen na het te laat inleveren van de gehuurde film Apollo 13. Op 14 april 1998 is de website van Netflix online gegaan met 30 medewerkers en 925 te huren video's. Vier jaar later kreeg het bedrijf een notering aan de technologiebeurs NASDAQ.
Aanvankelijk was het bedrijfsmodel van Netflix gebaseerd op het voor onbepaalde tijd verhuren van dvd's die per post verstuurd werden in markante rode enveloppen. Zodra men de dvd terugstuurde, zond Netflix de volgende dvd uit de lijst van gereserveerde films. Het aantal dvd's dat iemand tegelijkertijd in bezit kon hebben hing af van het abonnementstype. Met de toenemende breedband-penetratie heeft Netflix de overstap naar streaming gemaakt. In januari 2019 trad het bedrijf ook toe tot de Motion Picture Association (MPA).
In december 2024 kreeg Netflix een boete ter hoogte van 4,75 miljoen euro van de Autoriteit Persoonsgegevens (AP). Deze boete werd uitgedeeld voor het niet goed informeren van klanten over wat er gebeurde met persoonsgegevens in de periode 2018-2020. Netflix heeft bezwaar gemaakt tegen deze boete.

### Internationaal

Beschikbaarheid van Netflix
Beschikbaar
Niet beschikbaar

Netflix was tot 22 september 2010 alleen actief in de Verenigde Staten, maar daarna gingen ook servers in Canada online en werd het een internationale onderneming. In september 2011 werd het ook actief in Latijns-Amerika. Op 9 januari 2012 begon het bedrijf in Europa, in Ierland en het Verenigd Koninkrijk. In oktober 2012 volgden Noorwegen, Zweden, Denemarken en Finland.
Op 11 september 2013 lanceerde Netflix zijn SVOD (subscription video on demand) in Nederland. Het aanbod bestaat vanaf de start uit zowel Nederlandse als buitenlandse films, series, documentaires, concerten en cabaret. Bij alle buitenlandse inhoud zal in principe ondertiteling aanwezig zijn met uitzondering van programma's voor jonge kinderen op het kanaal Netflix Kids, die zijn nagesynchroniseerd. Inhoud voor oudere kinderen en tieners zal meestal ondertiteld zijn, waarbij soms ook de keuze voor nasynchronisatie mogelijk is.
Op 19 september 2014 werd Netflix gelanceerd in België, met voor Vlaanderen een gelijkaardig aanbod als in Nederland. Op 24 maart 2015 werd Netflix gelanceerd in Australië en Nieuw-Zeeland en op 2 september werd Japan toegevoegd. In Spanje, Portugal en Italië kwam Netflix beschikbaar op respectievelijk 20, 21 en 22 oktober 2015.
Op 6 januari 2016 kondigde Reed Hastings op de CES-technologiebeurs in Las Vegas aan dat vanaf deze dag Netflix in 130 bijkomende landen beschikbaar wordt. Daardoor is Netflix wereldwijd beschikbaar behalve in de Volksrepubliek China, waar Netflix nog aan werkt, en landen en regio's die onder Amerikaanse sancties staan zoals Noord-Korea, het schiereiland de Krim en Syrië. In het grootste deel van de nieuwe landen wordt echter alleen de eigen content van Netflix aangeboden.
Tijdens de coronapandemie  in 2020 en 2021 werd Netflix erg populair. Bioscopen moesten vaak en langdurig sluiten. Hierdoor konden veel films niet in de bioscoop uitkomen. Deze werden dan rechtstreeks uitgebracht op Netflix, zodat mensen deze thuis konden bekijken.
In oktober 2021 lanceerde Netflix een nieuwe categorie: 'Palestinian Stories', een collectie van 32 films of Palestijnse verhalen over het leven op de Westelijke Jordaanoever en in Gaza, van Palestijnse filmregisseurs. Daaronder bevinden zich een aantal met prijzen bekroonde films. Netflix: "De collectie is een eerbetoon aan de creativiteit en passie va de Arabische filmindustrie ten gevolge waarvan Netflix doorgaat te investeren in verhalen uit de Arabische wereld." In oktober 2024 bleek dat van de minstens 24 films uit de Netflix-bibliotheek in de Verenigde Staten slechts een enkele film te zien was. In Israël bleek 'Palestinian Stories' helemaal niet te vinden, de films waren van Netflix verwijderd.

## Activiteiten
In 2020 had het bedrijf 183 miljoen klanten in 190 landen, waarvan bijna 50 miljoen in de Verenigde Staten. De klanten kunnen ongelimiteerd kijken naar programma’s die niet door advertenties worden onderbroken. Zij nemen een abonnement en betaalden in 2022 gemiddeld US$ 11,6 per maand (2016: US$ 8,6). In 2017 had het bedrijf zo’n 5400 medewerkers in dienst.
| Jaar | Omzet       | Bedrijfs- resultaat | Netto- resultaat | Betalende klanten (gemiddeld) |
| Jaar | (× miljoen) | (× miljoen)         | (× miljoen)      | (× miljoen)                   |
| ---- | ----------- | ------------------- | ---------------- | ----------------------------- |
| 2005 | US$ 682     | US$ 3               | US$ 42           | -                             |
| 2010 | US$ 2163    | US$ 284             | US$ 161          | -                             |
| 2011 | US$ 3205    | US$ 376             | US$ 226          | -                             |
| 2012 | US$ 3609    | US$ 50              | US$ 17           | -                             |
| 2013 | US$ 4375    | US$ 228             | US$ 112          | -                             |
| 2014 | US$ 5505    | US$ 403             | US$ 267          | -                             |
| 2015 | US$ 6780    | US$ 306             | US$ 123          | -                             |
| 2016 | US$ 8830    | US$ 380             | US$ 187          | -                             |
| 2017 | US$ 11.693  | US$ 839             | US$ 559          | 99,3                          |
| 2018 | US$ 15.794  | US$ 1605            | US$ 1211         | 124,7                         |
| 2019 | US$ 20.156  | US$ 2604            | US$ 1867         | 152,9                         |
| 2020 | US$ 24.996  | US$ 4585            | US$ 2761         | 189,1                         |
| 2021 | US$ 29.698  | US$ 6195            | US$ 5116         | 210,8                         |
| 2022 | US$ 31.616  | US$ 5633            | US$ 4492         | 222,9                         |
| 2023 | US$ 33.723  | US$ 6954            | US$ 5408         | 240,9                         |
| 2024 | US$ 39.001  | US$ 10.418          | US$ 8712         | 277,7                         |

## Eigen producties
Naast vele films en series van andere maatschappijen, is Netflix ook zelf actief in de ontwikkeling van series onder de naam Netflix Originals, die al dan niet ook door andere zenders kunnen worden aangekocht. In 2016 ging producent Ryan Murphy exclusief shows voor Netflix maken. Eerder deed Shonda Rhimes hetzelfde.

### Drama
| Titel                                      | Genre                 | Première          | Seizoenen, afleveringen | Duur        | Logo |
| ------------------------------------------ | --------------------- | ----------------- | ----------------------- | ----------- | ---- |
| House of Cards                             | Politiek drama        | 1 februari 2013   | 6, 73                   | 42-59 min.  |      |
| Hemlock Grove                              | Horror, thriller      | 19 april 2013     | 3, 33                   | 45-58 min.  |      |
| Orange Is the New Black                    | Comedy-drama          | 11 juli 2013      | 7, 91                   | 50–92 min.  |      |
| Marco Polo                                 | Historisch drama      | 12 december 2014  | 2, 20                   | 48–65 min.  |      |
| Bloodline                                  | Thriller              | 20 maart 2015     | 3, 33                   | 48–68 min.  |      |
| Daredevil                                  | Marvel Comics         | 10 april 2015     | 3, 39                   | 48–60 min.  |      |
| Sense8                                     | Sci-fi                | 5 juni 2015       | 2, 24                   | 45-152 min. |      |
| Narcos                                     | Misdaad drama         | 28 augustus 2015  | 3, 30                   | 43–60 min.  |      |
| Jessica Jones                              | Marvel Comics         | 20 november 2015  | 3, 39                   | 46–56 min.  |      |
| Stranger Things                            | Sci-fi / horror       | 15 juli 2016      | 4, 34                   | 42-62 min.  |      |
| The Get Down                               | Musical / drama       | 12 augustus 2016  | 1, 11                   | 50-93 min.  |      |
| Luke Cage                                  | Marvel Comics         | 30 september 2016 | 2, 26                   | 46-69 min.  |      |
| The Crown                                  | Historisch drama      | 4 november 2016   | 4, 40                   | 47-61 min.  |      |
| A Series of Unfortunate Events             | Mystery               | 13 januari 2017   | 3, 25                   | 36-64 min.  |      |
| Iron Fist                                  | Marvel Comics         | 17 maart 2017     | 2, 23                   | 49-61 min.  |      |
| 13 Reasons Why                             | Tienerdrama / mystery | 31 maart 2017     | 3, 39                   | 49-70 min.  |      |
| Ozark                                      | Misdaad, drama        | 21 juli 2017      | 2, 20                   | 52-80 min.  |      |
| The Defenders                              | Marvel Comics         | 18 augustus 2017  | 1, 8                    | 44–57 min.  |      |
| Mindhunter                                 | Misdaad               | 13 oktober 2017   | 2, 19                   | 24-73 min.  |      |
| The Punisher                               | Marvel Comics         | 17 november 2017  | 1, 13                   | 49-57 min.  |      |
| Godless                                    | Western               | 22 november 2017  | 1, 7                    | 41-80 min.  |      |
| Lost in Space                              | Sci-fi                | 13 april 2018     | 2, 20                   | 39-66 min   |      |
| The Haunting of Hill House                 | Horror                | 12 oktober 2018   | 1, 10                   | 43-71 min.  |      |
| Chilling Adventures of Sabrina             | Horror, Archie Comics | 26 oktober 2018   | 2, 20                   | 49-63 min.  |      |
| Narcos: Mexico                             | Misdaad, drama        | 16 november 2018  | 3, 30                   | 55-70 min.  |      |
| The Umbrella Academy                       | Dark Horse Comics     | 15 februari 2019  | 2, 20                   | 45-60 min.  |      |
| The Society                                | Mystery, drama        | 10 mei 2019       | 1, 10                   | 49-61 min.  |      |
| When They See Us                           | Drama                 | 31 mei 2019       | 1, 4                    | 64-88 min.  |      |
| Another Life                               | Sci-fi                | 25 juli 2019      | 1, 10                   | 37-61 min.  |      |
| The Dark Crystal: Age of Resistance        | Fantasy               | 30 augustus 2019  | 1, 10                   | 47-61 min.  |      |
| Unbelievable                               | Drama                 | 13 september 2019 | 1, 8                    | 44-59 min.  |      |
| The Witcher                                | Fantasy, drama        | 20 december 2019  | 1, 8                    | 47-67 min.  |      |
| Ratched                                    | Drama, horror         | 18 september 2020 | 1, 8                    | 45-59 min.  |      |
| Dahmer – Monster: The Jeffrey Dahmer Story | Drama, misdaad        | 21 september 2022 | 1, 10                   | 46–63 min.  |      |
| Wednesday                                  | Horror komedie        | 23 november 2022  | 1, 8                    | 47–59 min.  |      |
| Monsters: The Lyle and Erik Menendez Story | Drama, misdaad        | 19 september 2024 | 1, 9                    | 36–65 min.  |      |

### Comedy
| Titel                     | Genre        | Première          | Seizoenen, afleveringen | Duur       | Logo |
| ------------------------- | ------------ | ----------------- | ----------------------- | ---------- | ---- |
| Unbreakable Kimmy Schmidt | Comedy       | 6 maart 2015      | 4, 45                   | 23-35 min. |      |
| Grace and Frankie         | Comedy-drama | 8 mei 2015        | 5, 65                   | 25-35 min. |      |
| Master of None            | Comedy       | 6 november 2015   | 2, 20                   | 21–57 min. |      |
| Fuller House              | Sitcom       | 26 februari 2016  | 5, 66                   | 24-36 min. |      |
| Flaked                    | Comedy       | 11 maart 2016     | 2, 14                   | 30-34 min. |      |
| Haters Back Off           | Comedy       | 14 oktober 2016   | 2, 16                   | 24-36 min. |      |
| GLOW                      | Comedy       | 23 juni 2017      | 3, 30                   | 27-45 min. |      |
| Disjointed                | Comedy       | 25 augustus 2017  | 2, 20                   | 23-32 min  |      |
| American Vandal           | Mockumentary | 15 september 2017 | 2, 16                   | 26-42 min. |      |
| Everything Sucks!         | Comedy       | 16 februari 2018  | 1, 10                   | 23-27 min. |      |
| Maniac                    | Zwarte humor | 21 september 2018 | 1, 10                   | 27-47 min. |      |
| The Kominsky Method       | Comedy       | 16 november 2018  | 2, 16                   | 23-34 min. |      |
| Sex Education             | Comedy-drama | 11 januari 2019   | 2, 16                   | 47-59 min. |      |
| Russian Doll              | Comedy       | 1 februari 2019   | 1, 8                    | 25-30 min. |      |
| After Life                | Comedy       | 8 maart 2019      | 2, 12                   | 25-31 min. |      |

### Animatie
| Titel                | Genre            | Première          | Seizoenen, afleveringen | Duur       | Logo |
| -------------------- | ---------------- | ----------------- | ----------------------- | ---------- | ---- |
| BoJack Horseman      | Tragikomedie     | 22 augustus 2014  | 6, 69                   | 25-26 min. |      |
| Big Mouth            | Comedy           | 29 september 2017 | 3, 31                   | 25-46 min. |      |
| Disenchantment       | Fantasy / satire | 17 augustus 2018  | 2, 20                   | 22-36 min. |      |
| Love, Death & Robots | Anthologie       | 15 maart 2019     | 1, 18                   | 6-17 min.  |      |

### Kinderen en familie
| Titel                               | Genre    | Première          | Seizoenen, afleveringen | Duur       | Logo |
| ----------------------------------- | -------- | ----------------- | ----------------------- | ---------- | ---- |
| Lang Leve Koning Julien             | Animatie | 19 december 2014  | 5, 65                   | 23 min.    |      |
| De avonturen van de gelaarsde kat   | Animatie | 16 januari 2015   | 6, 78                   | 22-24 min. |      |
| World of Winx                       | Animatie | 4 november 2016   | 2, 26                   | 24 min.    |      |
| Trollenjagers: Verhalen uit Arcadia | Animatie | 23 september 2016 | 3, 52                   | 23 min.    |      |
| Spirit - Samen Vrij                 | Animatie | 5 mei 2017        | 8, 52                   | 23 min.    |      |
| Lang leve koning Julien: Verbannen  | Animatie | 12 mei 2017       | 1, 13                   | 23 min.    |      |
| True en het Regenboogrijk           | Animatie | 11 augustus 2017  | 3, 19                   | 24 min.    |      |
| De drakenprins                      | Animatie | 14 september 2018 | 2, 18                   | 25-27 min. |      |

### Niet-Engelstalig
| Titel                 | Genre               | Première         | Seizoenen, afleveringen                                  | Duur       | Logo |
| --------------------- | ------------------- | ---------------- | -------------------------------------------------------- | ---------- | ---- |
| Marseille             | Politiek drama      | 5 mei 2016       | 2, 16                                                    | 35-53 min. |      |
| 3%                    | Sci-fi              | 25 november 2016 | 3, 26                                                    | 38-51 min. |      |
| Las chicas del cable  | Drama               | 28 april 2017    | 4, 32                                                    | 41-63 min. |      |
| Dark                  | Sci-fi              | 1 december 2017  | 2, 18                                                    | 45-57 min. |      |
| La casa de papel      | Misdaad/Thriller    | 22 december 2017 | 5, 41 (seizoen 1 en 2 zijn niet in opdracht van Netflix) | 41-60 min. |      |
| The Rain              | Post-apocalyptisch  | 4 mei 2018       | 2, 14                                                    | 36-49 min. |      |
| La Casa de las Flores | Comedy              | 10 augustus 2018 | 2, 22                                                    | 27-37 min. |      |
| Élite                 | Tienerdrama         | 19 oktober 2018  | 2, 16                                                    | 40-48 min. |      |
| The Protector         | Horror / fantasy    | 14 december 2018 | 2, 18                                                    | 31-46 min. |      |
| Quicksand             | Misdaad, drama      | 5 april 2019     | 1, 6                                                     | 41-49 min. |      |
| Family Business       | Comedy              | 28 juni 2019     | 1, 6                                                     | 28-31 min. |      |
| Hjem til jul          | Comedy-drama        | 5 december 2019  | 1, 6                                                     | 27-32 min. |      |
| Biohackers            | Sci-fi/Thriller     | 20 augustus 2020 | 1, 6                                                     | 41-47 min. |      |
| La Révolution         | Horror / fantasy    | 16 oktober 2020  | 1, 8                                                     | 40-57 min. |      |
| Narco-Saints          | Misdaad             | 9 september 2022 | 1, 6                                                     | 51-68 min. |      |
| Smiley                | Romantische komedie | 7 december 2022  | 1, 8                                                     | 33-37 min. |      |

### Documentaire
| Titel                                  | Genre                     | Première         | Seizoenen, afleveringen | Duur       | Logo |
| -------------------------------------- | ------------------------- | ---------------- | ----------------------- | ---------- | ---- |
| Making a Murderer                      | Misdaad / drama           | 18 december 2015 | 2, 20                   | 47-77 min. |      |
| Five Came Back                         | Historisch drama          | 31 maart 2017    | 1, 3                    | 59-69 min. |      |
| Our Planet                             | Natuurdocumentaire        | 5 april 2019     | 1, 8                    | 48-52 min. |      |
| Formula 1: Drive to Survive            | Sport                     | 8 maart 2019     | 5, 50                   | 27-52 min. |      |
| Tiger King: Murder, Mayhem and Madness | Truecrimedocumentaire     | 20 maart 2020    | 2, 10                   | 41-48 min. |      |
| Harry & Meghan                         | Biografische documentaire | 8 december 2022  | 1, 6                    | 55-60 min. |      |

### Films

#### Langspeelfilm
| Titel                                      | Genre                     | Première          | Duur     | Logo |
| ------------------------------------------ | ------------------------- | ----------------- | -------- | ---- |
| Beasts of No Nation                        | Drama / Oorlog            | 16 oktober 2015   | 136 min. |      |
| The Ridiculous 6                           | Western                   | 11 december 2015  | 119 min. |      |
| Tallulah                                   | Comedy-drama              | 29 juli 2016      | 111 min. |      |
| Spectral                                   | Sci-fi / Actie            | 9 december 2016   | 108 min. |      |
| I Don't Feel at Home in This World Anymore | Drama                     | 24 februari 2017  | 96 min.  |      |
| The Do-Over                                | Actie / comedy            | 27 mei 2016       | 108 min. |      |
| Okja                                       | Sci-fi / avontuur         | 28 juni 2017      | 121 min. |      |
| Brahman Naman                              | Comedy                    | 7 juli 2016       | 95 min.  |      |
| Sandy Wexler                               | Comedy                    | 14 april 2017     | 131 min. |      |
| War Machine                                | Oorlog / comedy           | 26 mei 2017       | 122 min. |      |
| Death Note                                 | Horror                    | 25 augustus 2017  | 100 min. |      |
| Little Evil                                | Horror / comedy           | 1 september 2017  | 94 min.  |      |
| First They Killed My Father                | Drama                     | 15 september 2017 | 136 min. |      |
| Gerald's Game                              | Horror / thriller         | 29 september 2017 | 103 min. |      |
| Our Souls at Night                         | Romantiek                 | 29 september 2017 | 103 min. |      |
| The Meyerowitz Stories (New and Selected)  | Comedy-drama              | 13 oktober 2017   | 112 min. |      |
| Bright                                     | Sci-fi / fantasy          | 22 december 2017  | 117 min. |      |
| The Open House                             | Horror / thriller         | 19 januari 2018   | 94 min.  |      |
| A Futile and Stupid Gesture                | Biopic / comedy           | 26 januari 2018   | 101 min. |      |
| The Cloverfield Paradox                    | Sci-fi                    | 4 februari 2018   | 102 min. |      |
| Game Over, Man!                            | Actie / comedy            | 23 maart 2018     | 101 min. |      |
| Happy Anniversary                          | Romantische komedie       | 30 maart 2018     | 78 min.  |      |
| Come Sunday                                | Biopic                    | 13 april 2018     | 106 min. |      |
| The Week Of                                | Comedy                    | 27 april 2018     | 116 min. |      |
| The Kissing Booth                          | Romantische komedie       | 11 mei 2018       | 105 min. |      |
| Alex Strangelove                           | Comedy                    | 8 juni 2018       | 99 min.  |      |
| Calibre                                    | Thriller                  | 29 juni 2018      | 101 min. |      |
| Tau                                        | Sci-fi / thriller         | 29 juni 2018      | 97 min.  |      |
| How It Ends                                | Actie / thriller          | 13 juli 2018      | 113 min. |      |
| Father of the Year                         | Comedy                    | 20 juli 2018      | 94 min.  |      |
| Extinction                                 | Sci-fi / actie / thriller | 27 juli 2018      | 95 min.  |      |
| The Angel                                  | Spionage, thriller        | 14 september 2018 | 114 min. |      |
| Private Life                               | Drama                     | 5 oktober 2018    | 124 min. |      |
| The Other Side of the Wind                 | Drama                     | 2 november 2018   | 122 min. |      |
| Outlaw King                                | Historisch drama          | 9 november 2018   | 121 min. |      |
| The Ballad of Buster Scruggs               | Western                   | 16 november 2018  | 132 min. |      |
| The Princess Switch                        | Romantische komedie       | 16 november 2018  | 101 min. |      |
| Mowgli                                     | Avontuur                  | 7 december 2018   | 104 min. |      |
| Roma                                       | Drama                     | 14 december 2018  | 135 min. |      |
| Bird Box                                   | Psychologische thriller   | 21 december 2018  | 124 min. |      |
| Io                                         | Sci-fi, drama             | 18 januari 2019   | 96 min.  |      |
| Velvet Buzzsaw                             | Thriller                  | 1 februari 2019   | 112 min. |      |
| High Flying Bird                           | Sport, drama              | 8 februari 2019   | 90 min.  |      |
| Triple Frontier                            | Actie, thriller           | 13 maart 2019     | 125 min. |      |
| The Highwaymen                             | Misdaad, drama            | 29 maart 2019     | 131 min. |      |
| Murder Mystery                             | Mystery, comedy           | 14 juli 2019      | 97 min.  |      |
| El Camino: A Breaking Bad Movie            | Misdaad                   | 11 oktober 2019   | 122 min. |      |
| Eli                                        | Horror                    | 18 oktober 2019   | 98 min.  |      |
| The Laundromat                             | Comedy-drama              | 18 oktober 2019   | 98 min.  |      |
| Dolemite Is My Name                        | Biopic                    | 25 oktober 2019   | 118 min. |      |
| The King                                   | Kostuumdrama              | 1 november 2019   | 140 min. |      |
| Klaus                                      | Animatie, comedy          | 15 november 2019  | 97 min.  |      |
| The Irishman                               | Misdaad                   | 27 november 2019  | 209 min. |      |
| Marriage Story                             | Comedy-drama              | 6 december 2019   | 136 min. |      |
| 6 Underground                              | Actie                     | 13 december 2019  | 128 min. |      |
| The Two Popes                              | Drama                     | 20 december 2019  | 125 min. |      |
| A Fall from Grace                          | Thriller                  | 17 januari 2020   | 120 min. |      |
| The Last Thing He Wanted                   | Thriller                  | 21 februari 2020  | 115 min. |      |
| Spenser Confidential                       | Misdaad                   | 6 maart 2020      | 111 min. |      |
| Lost Girls                                 | Misdaad, drama            | 13 maart 2020     | 95 min.  |      |
| Uncorked                                   | Drama                     | 27 maart 2020     | 103 min. |      |
| Coffee & Kareem                            | Comedy                    | 3 april 2020      | 88 min.  |      |
| Sergio                                     | Biopic                    | 17 april 2020     | 118 min. |      |
| The Willoughbys                            | Animatie, comedy          | 22 april 2020     | 92 min.  |      |
| Extraction                                 | Actie                     | 24 april 2020     | 117 min. |      |
| Dangerous Lies                             | Drama, thriller           | 30 april 2020     | 97 min.  |      |
| The Half of It                             | Romantiek                 | 1 mei 2020        | 105 min. |      |

#### Documentairefilm
| Titel                                        | Genre        | Première        | Duur     | Logo |
| -------------------------------------------- | ------------ | --------------- | -------- | ---- |
| Hot Girls Wanted                             | Documentaire | 29 mei 2015     | 84 min.  |      |
| Fyre: The Greatest Party That Never Happened | Documentaire | 18 januari 2019 | 97 min.  |      |
| Breaking Boundaries                          | Documentaire | 10 mei 2021     | 114 min. |      |

### Stand-upcomedy-specials
| Titel                                                                             | Première          | Duur    | Logo |
| --------------------------------------------------------------------------------- | ----------------- | ------- | ---- |
| Mike Epps: Don't Take It Personal                                                 | 18 december 2015  | 59 min. |      |
| Jimmy Carr: Funny Business                                                        | 18 maart 2016     | 62 min. |      |
| Jandino: Hoe dan ook                                                              | 9 september 2016  | 94 min. |      |
| Cedric the Entertainer: Live from the Ville                                       | 16 september 2016 | 60 min. |      |
| Louis C.K.: 2017                                                                  | 4 april 2017      | 74 min. |      |
| Jeff Dunham: Relative Disaster                                                    | 12 september 2017 | 70 min. |      |
| Chris Rock: Tamborine                                                             | 14 februari 2018  | 64 min. |      |
| Ricky Gervais: Humanity                                                           | 13 maart 2018     | 78 min. |      |
| Steve Martin & Martin Short: An Evening You Will Forget for the Rest of Your Life | 25 mei 2018       | 73 min. |      |
| Ellen DeGeneres: Relatable                                                        | 18 december 2018  | 68 min. |      |
| Colleen Ballinger: Miranda Sings Live... Your Welcome                             | 4 juni 2019       | 61 min. |      |

### Sportentertainment
| Titel         | Première         | Duur     | Logo |
| ------------- | ---------------- | -------- | ---- |
| WWE SmackDown | 27 december 2024 | 180 min. |      |
| WWE RAW       | 30 december 2024 | 180 min. |      |